# 刘成 (1982年)
刘成（1982年10月23日—），男，湖南长沙人，中国足球运动员。司职右边后卫。曾效力于四川冠城，湖南湘军，大连实德和成都谢菲联。
2010年2月12日，刘成加盟长沙金德。